# 城山トンネル (国道8号)
城山トンネル（しろやまトンネル）は、富山県下新川郡朝日町を通る、国道8号のトンネル。城山の直下を貫いている。
高波のリスクがある海岸地帯や北陸本線（現・あいの風とやま鉄道線）の踏切を避けるために建設された。
トンネルの老朽化などから、2024年3月15日に国土交通省が同トンネルを含めた3.6kmの区間の南側にバイパス道路を新設すると発表した。

## 概要
- 起点：富山県下新川郡朝日町宮崎
- 終点：富山県下新川郡朝日町元屋敷
- 延長：1,310m
- 幅員：6.5m
- 高さ：6.1m
- 巻厚：50.65cm[2]
- 掘削方法：底設導坑先進 上部半断面[2]
- 照明：蛍光灯水銀灯[2]

同トンネル建設時は地下水が大量に出る等地盤が悪いことから、特別製の鉄製支保工を利用、上部導坑の先進、上部半断面掘削法を取るなど工夫が凝らされた。

## 歴史
- 1963年5月31日 - 着工（掘削開始）[3]。建設当時は全国で4番目に長い道路トンネルであった。
- 1964年2月15日 - 貫通。
- 1965年
  - 11月25日 - 隣接する新笹川橋、横尾トンネルと共に開通。これにより富山県内の国道8号は、全区間が開通した。
  - 11月30日 - 完成[3]。